# Joaquín Fernández de Portocarrero
Joaquín Fernández de Portocarrero (Madrid, 27 de março de 1681 - Roma, 22 de junho de 1760) foi um cardeal do século XVIII.

## Nascimento
Nasceu em Madrid em 27 de março de 1681. Quarto dos sete filhos de Luis Antonio Tomás Fernández de Portocarrero y Moscoso, quinto conde de Palma del Río, e María Leonor de Moscoso, dos condes de Altamira. Os outros irmãos eram Pedro, um monge agostiniano; Antonia de las Reyes, freira; Maria Ignacia de Monferrate, freira; José Antonio, padre; Gaspar; e Agustin. Sobrinho-neto do cardeal Luis Manuel Fernández Portocarrero (1669). Ele herdou o título de marquês de Almenara e o cedeu ao irmão em 1728 antes de ingressar na vida eclesiástica. Algumas fontes o listam como Joaquín Fernando Portocarrero; como Joaquín Portocarrero; como Joaquín Fernández Portocarrero y Moscoso; como Joaquín Fernández de Portocarrero Mendoza; e como Francisco Joaquín Fernández de Portocarrero y Mendoza.
Marquês de Monteclaro e de Almenara. Grande de Espanha. Cavaleiro da Ordem de Santiago em 1700. Entrou ao serviço do rei D. Carlos II de Espanha como pajem de honra. Quando o rei morreu, na Guerra da Sucessão Espanhola, seguiu o partido de Carlos III, arquiduque da Áustria, como arquiduque de um terceiro de infantaria, general de cavalaria, cavalheiro da Câmara e conselheiro particular de Estado. Após a paz entre Carlos III e o rei Felipe V da Espanha, o arquiduque Carlos foi eleito imperador Carlos VI da Áustria. Comandante militar na Sardenha. Em 1716, ingressou na Ordem Soberana Militar e Hospitaleira de São João de Jerusalém de Rodes e de Malta, da qual mais tarde foi oficial de justiça, grã-cruz e general de galeras. Embaixador da ordem perante o imperador Carlos VI, que o nomeou vice-rei da Sicília, 1722-1728. Vice-rei de Nápoles, 1º de agosto a 9 de dezembro de 1728. Ingressou no estado eclesiástico em 5 de janeiro de 1730; recebeu as insígnias do caráter clerical e das ordens menores; o subdiaconado em 10 de janeiro de 1730; e o diaconato em 15 de janeiro de 1730.
Ordenado em 17 de janeiro de 1730.
Eleito patriarca latino titular de Antioquia, em 25 de maio de 1735. Consagrado, segunda-feira de Pentecostes, 30 de maio de 1735, igreja de S. Andrea al Quirinale, Roma, pelo cardeal Álvaro Cienfuegos, SJ, arcebispo de Monreale, assistido por Tommaso Cervini, latino titular patriarca de Jerusalém, e por Mihály Frigyes von Althan, arcebispo de Bari. O cardeal Annibale Albani nomeou-o vigário da patriarcal basílica vaticana em junho de 1735. Prelado da SC Consistorial em junho de 1735. Prelado da SC da Imunidade Eclesiástica em julho de 1735. Inquisidor da SC dos Ritos em julho de 1735. Vigário da patriarcal Basílica do Vaticano em janeiro de 1738. Em julho de 1742, ele foi encarregado dos assuntos da Ordem de Malta em Roma.
Criado cardeal sacerdote no consistório de 9 de setembro de 1743; recebeu o chapéu vermelho em 12 de setembro de 1743; e o título de Ss. Quattro Coronati, 23 de setembro de 1743. Em 22 de maio de 1744, foi nomeado protetor da Congregação de Coimbra da Ordem dos Cônegos Regulares de Santo Agostinho. Em 17 de novembro de 1744, foi nomeado protetor da Congregação Siro-Maronita do Monte Líbano da Ordem do abade de Santo Antônio. Optou pelo título de S. Cecília, em 10 de abril de 1747. Protetora da Espanha em julho de 1747. Prefeito da SC das Indulgências e Sagradas Relíquias, março de 1748. Ministro plenipotenciário do Rei de Espanha perante a Santa Sé desde dezembro de 1748. Em Em 1748, herdou o título de conde de Palma del Río, por falecimento sem sucessores de seus irmãos. Camerlengo do Sagrado Colégio dos Cardeais, 19 de janeiro de 1750 a 1º de fevereiro de 1751. Em 22 de março de 1753, foi nomeado protetor da Ordem da Santíssima Trindade (Trinitarianos); e dos irmãos belemitas nas Índias Ocidentais. Protetor da Ordem de Nossa Senhora das Mercês (Mercedetários). Optou pelo título de S. Maria em Trastevere, mantendoin commendam o título de S. Cecilia, 9 de abril de 1753. Em 24 de julho de 1753, foi nomeado protetor da Congregação dos Irmãos da Caridade de São Hipólito nas Índias Ocidentais. Optou pela ordem dos cardeais bispos e pela sé suburbicária de Sabina, em 20 de setembro de 1756. Participou do conclave de 1758, que elegeu o Papa Clemente XIII. Ele era um colecionador de livros e protetor de escritores, cientistas e artistas. A doação do seu acervo de 5.570 volumes à Ordem de Malta tornou-o co-fundador de facto da Biblioteca de Malta, hoje Biblioteca Nacional.
Morreu em Roma em 22 de junho de 1760. Exposto com pompa solene na igreja de S. Andrea delle Fratte, sua paróquia, em Roma, onde se realizou o funeral. Ele foi enterrado na igreja de S. Basilio Magno al Monte Aventino, do priorado de sua ordem em Roma. Em 1763, por decreto da sua ordem, foi erguido naquela igreja um belo monumento em mármore com o seu retrato em mosaico.